# Paweł Rańda
Paweł Rafał Rańda (ur. 20 marca 1979 we Wrocławiu) – polski wioślarz, wicemistrz olimpijski, medalista mistrzostw świata i Europy.

## Życiorys
Trenował w klubie AZS Politechnika Wrocławska. Na igrzyskach olimpijskich w Pekinie zdobył wraz z Miłoszem Bernatajtysem, Bartłomiejem Pawełczakiem i Łukaszem Pawłowskim srebrny medal w konkurencji czwórek bez sternika wagi lekkiej. Wywalczył brązowe medale mistrzostw świata w 2005 w Gifu oraz w 2009 w Poznaniu w czwórkach bez sternika wagi lekkiej.
W 2014 zakończył karierę. Ukończył studia na Uniwersytecie Kazimierza Wielkiego.
W wyborach samorządowych w 2010 bez powodzenia kandydował z ramienia Platformy Obywatelskiej do rady miejskiej Wrocławia. Mandat radnego uzyskał natomiast w wyborach w 2014 z ramienia KWW Rafał Dutkiewicz z Platformą (jako przedstawiciel PO). W 2015 został członkiem honorowego komitetu poparcia Bronisława Komorowskiego przed wyborami prezydenckimi. W kwietniu 2016 wystąpił z PO i przystąpił do klubu Nowoczesnej, z którego w grudniu 2017 przeszedł do Klubu Radnych Rafała Dutkiewicza. W 2018, startując z listy KWW Rafała Dutkiewicza – Sojusz dla Wrocławia, nie został ponownie wybrany na radnego.
Do 2018 był dyrektorem wydziału w dolnośląskim urzędzie marszałkowskim. Później został wiceprezesem spółki WPW, operatora wrocławskiego aquaparku. W 2024 wystartował do Sejmiku Województwa Dolnośląskiego w ramienia ugrupowania OK Samorząd.

## Odznaczenia
Odznaczony Złotym Krzyżem Zasługi (2008).

## Wybrane osiągnięcia
Igrzyska olimpijskie
- Pekin 2008
  - 2. miejsce – czwórka bez sternika wagi lekkiej[1]
- Londyn 2012
  - 13. miejsce – czwórka bez sternika wagi lekkiej[1]

Mistrzostwa świata
- 3. miejsce – dwójka podwójna wagi lekkiej (2005)
- 3. miejsce – czwórka bez sternika wagi lekkiej (2009)
- 4. miejsce – jedynka wagi lekkiej (2000)
- 6. miejsce – jedynka wagi lekkiej (2004)
- 7. miejsce – jedynka wagi lekkiej (2001)
- 8. miejsce – jedynka wagi lekkiej (1999)
- 8. miejsce – czwórka bez sternika wagi lekkiej (2002, 2006, 2007)

Mistrzostwa Europy
- 2. miejsce – czwórka bez sternika wagi lekkiej (Montemor-o-Velho 2010)

Puchar Świata
- 1. miejsce – jedynka wagi lekkiej (Wiedeń 2000)
- 2. miejsce – jedynka wagi lekkiej (Lucerna 2000)
- 3. miejsce – jedynka wagi lekkiej (Monachium 2000)
- 3. miejsce – czwórka bez sternika wagi lekkiej (Lucerna 2005)
- 5. miejsce – czwórka bez sternika wagi lekkiej (Poznań 2004)
- 6. miejsce – czwórka bez sternika wagi lekkiej (Amsterdam 2007)
- 8. miejsce – jedynka wagi lekkiej (Monachium 2001)
- 8. miejsce – czwórka bez sternika wagi lekkiej (Lucerna 2002, Monachium 2005)

Puchar Narodów
- 8. miejsce – czwórka podwójna (1998)

Młodzieżowe mistrzostwa świata
- 1. miejsce – jedynka wagi lekkiej (2001)

Mistrzostwa świata juniorów
- 8. miejsce – czwórka podwójna (1997)

Mistrzostwa Polski
- 1. miejsce – jedynka wagi lekkiej (1999, 2000, 2001, 2003)
- 1. miejsce – dwójka podwójna wagi lekkiej (1999, 2003, 2004, 2006)
- 1. miejsce – czwórka podwójna wagi lekkiej (2006)
- 3. miejsce – dwójka podwójna wagi lekkiej (2007)